# Rejon Kadamdżaj
Rejon Kadamdżaj (kirg. Кадамжай району; ros. Кадамжайский район) – rejon w Kirgistanie w obwodzie batkeńskim. W 2009 roku liczył 157 597 mieszkańców (z czego 73,8% stanowili Kirgizi, 12,3% – Tadżycy, 12,2% – Uzbecy, 0,8% – Rosjanie) i obejmował 29 088 gospodarstw domowych. Siedzibą administracyjną rejonu jest Pülgön.